# James McClean
James McClean (Derry, 22 de abril de 1989) é um futebolista irlandês nascido na Irlanda do Norte que atua como meia. Atualmente, joga pelo Wrexham Football Club.

## Carreira
McClean fez parte do elenco da Seleção Irlandesa de Futebol da Eurocopa de 2016.